# Choreologia

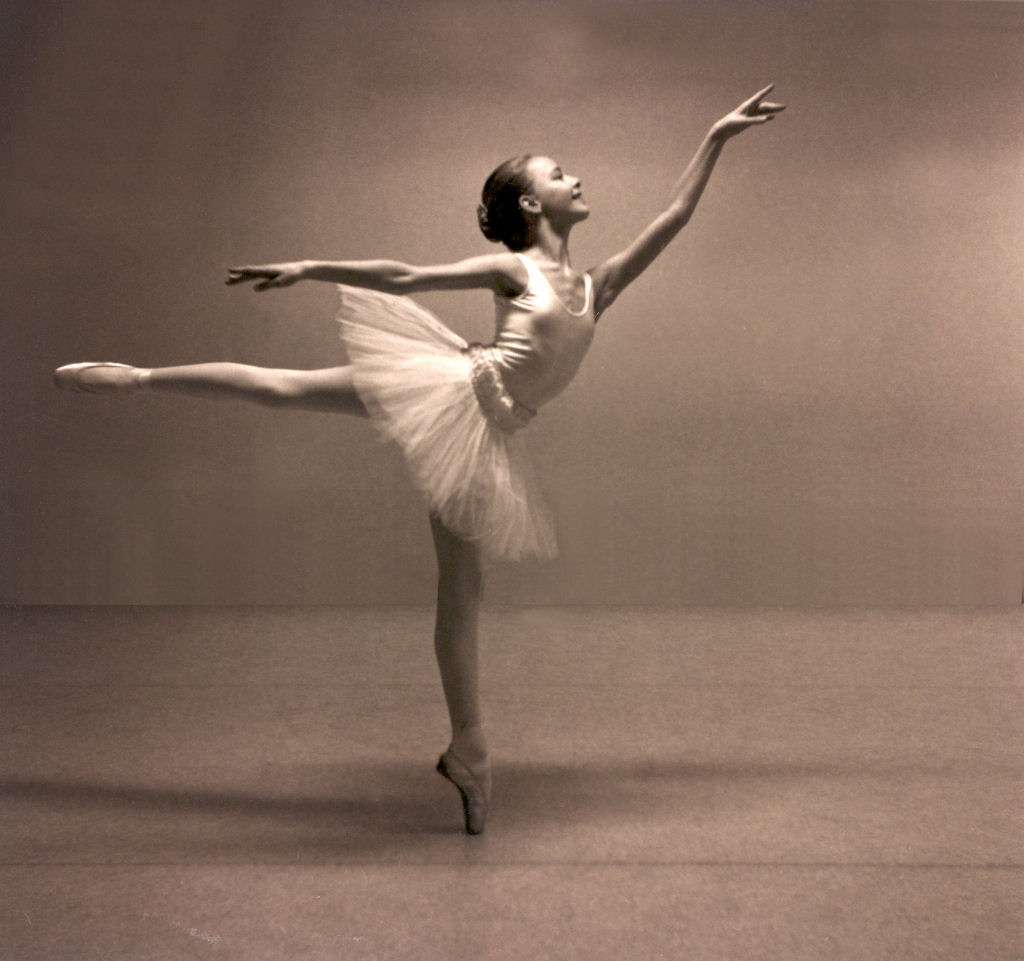
Balet klasyczny

Choreologia – nauka o zasadach, technice, historii i metodologii nauczania tańca. Jest to też notacja tańca według systemu stworzonego przez Joan i Rudolfa Beneshów w latach 1947–1955.
Specjalistą w zakresie techniki, historii i metodologii nauczania tańca jest choreolog.